# Reforma y Planada
Reforma y Planada es una localidad del estado mexicano de Chiapas. Es parte del municipio de Amatán.

## Demografía
| Gráfica de evolución demográfica |
|                                  |

| Censo | Población |
| ----- | --------- |
| 1940  | 86        |
| 1950  | 129       |
| 1960  | 283       |
| 1970  | 368       |
| 1980  | 425       |
| 1990  | 706       |
| 2000  | 1 053     |
| 2010  | 1 156     |
| 2020  | 1 268     |